# 林棟隆
林棟隆（1575年—？），原名林德龍，字伯虞、无过，號石帆，改號栩菴，浙江宁波府鄞縣人。明末政治人物。

## 生平
万历三年（1575年）十月二十八日生，万历二十八年（1600年）庚子科浙江乡试举人，曾任太平县教谕，历六次会试皆下第，最后一次下第后，他梦见祖上持币帛来贺，便改德龙名为栋隆，四十七年（1619年）成己未科進士，初授漳州府推官，天啓元年本省同考。逆珰魏忠贤欲招致门下，栋隆不应，改授职方主事，回籍。七年行取入京，十二月授江西道御史，巡视南城，陈六事：一曰重票拟、一曰伸公论、一曰惜爵赏、一曰严核实、一曰慎言路、一曰审机权，崇祯元年（1628年），巡按蘇松，丁憂歸。崇祯四年起为湖广道御史，巡视北城，巡视京营。发督师王之臣私交魏忠贤及受贿之事。五年十月巡按苏松。崇祯末历官至刑部右侍郎、吏部左侍郎。

## 家族
曾祖林時，乡饮宾。祖林凤来，生员、封河南道御史。父林祖述，字道卿，万历十四年进士，翰林院庶吉士，河南道御史，历官贵州参议，以子贵赠刑部右侍郎。母袁氏，封孺人。重庆下。弟德星（庠生）、德岳、德王、德玄。娶陸氏。
弟林岳隆，字视公，淡于荣利，耻由兄干进，故为诸生四十年，终不得一第，丙戌以次当贡，弃之。张煌言招之至幕府，叹曰：天所废莫可支，徒死卒无益。遂隐居不出。次弟林祚隆，字永如，崇祯中以孝秀徵至京，因兄嫌辞归，晚避居剡源九蜂山中。子宏珪亦承父志不试，工诗。次林奕隆，字万叶，少工度曲，乱后家徒壁立，时时填词为变徵之音，竟潦倒而卒。